# Monete euro olandesi
     Zona euro
     UE appartenenti agli AEC II
     UE appartenenti agli AEC II con deroga
     UE non appartenenti agli AEC II
     Non UE che usano bilateralmente l'euro
     Non UE che usano unilateralmente l'euro
Le monete euro dei Paesi Bassi sono le monete coniate dalla Koninklijke Nederlandse Munt, la zecca dei Paesi Bassi.
Come in Finlandia, anche nei Paesi Bassi si è deciso di non coniare più monete da 1 e 2 centesimi di euro a partire dal 1º settembre 2004. Le monete in circolazione rimangono legali, ma non sono più distribuite nei negozi. I totali sono arrotondati ai più vicini 5 centesimi, quindi le somme terminanti in 1, 2, 6 o 7 centesimi vengono arrotondate al ribasso, mentre le cifre terminanti in 3, 4, 8 o 9 centesimi al rialzo. L'arrotondamento è applicato solo al totale finale e quindi i singoli prezzi possono presentare come ultima cifra dei centesimi anche un numero diverso da 0 o 5.
A fianco del millesimo sono presenti il simbolo della zecca di Utrecht (caduceo) e i simboli dei direttori:
- 1999: un arco per Chris van Draanen
- 2000: un arco con stella per Erik Jan van Schouwenburg
- 2001: un grappolo d'uva per Robert Bruens
- 2002: un grappolo d'uva con una stella per Maarten Theodoor Brouwer
- 2003-2015: un veliero per Maarten Theodoor Brouwer
- 2015-2016: un veliero con una stella per Kees Bruinsma
- 2016-2017: un veliero con una stella per Ted Peters
- 2017-oggi: il ponte di San Servazio per Stephan Satijn

## Faccia nazionale
Nei Paesi Bassi le monete in euro sono state introdotte nel 2002. Tuttavia la prima serie di monete fu coniata a partire dal 1999 e quindi le prime monete in euro dei Paesi Bassi recano gli anni 1999, 2000 e 2001 invece del 2002.

### 1ª serie – Regina Beatrice (1999-2013)
La prima serie presenta due disegni di Bruno Ninaber van Eyben, entrambi raffiguranti il ritratto della regina Beatrice dei Paesi Bassi, contornato dal titolo BEATRIX KONINGIN DER NEDERLANDEN (Beatrice Regina dei Paesi Bassi). Tutte le monete recano le 12 stelle della bandiera dell'Unione europea e l'anno di conio.
| € 0,01                                                                       | € 0,02                                    | € 0,05 |
| ---------------------------------------------------------------------------- | ----------------------------------------- | --- |
|                                                                              |                                           | |
| Ritratto di profilo della Regina Beatrice posizionato su uno sfondo stellato |                                           | |
| € 0,10                                                                       | € 0,20                                    | € 0,50 |
|                                                                              |                                           | |
| Ritratto di profilo della Regina Beatrice posizionato su uno sfondo stellato |                                           | |
| € 1,00                                                                       | € 2,00                                    | Bordo 2 euro |
|                                                                              |                                           | |
| Ritratto di profilo della Regina Beatrice                                    | Ritratto di profilo della Regina Beatrice | "GOD ZIJ MET ONS" ("Dio sia con noi" in olandese, già usato sul bordo dei vecchi fiorini di taglio maggiore) intervallato da quattro stelle |

### 2ª serie – Re Willem-Alexander (dal 2014)
A seguito dell'abdicazione della regina Beatrice a favore del figlio Willem-Alexander, avvenuta il 30 aprile 2013, a partire dal 2014 è cambiata la faccia nazionale delle monete. I nuovi tagli raffigurano il volto del re visto di profilo e sono stati adeguati alle norme europee sulla conformità dei disegni che le facce nazionali devono adottare, in base alla raccomandazione della Commissione della Comunità europea del 19 dicembre 2008, una linea guida comune per le facce nazionali e l'emissione di monete in euro destinate alla circolazione. Le monete dei Paesi Bassi in euro della prima serie non erano conformi a tale raccomandazione; tuttavia non era mai stata richiesta una variazione obbligatoria nel disegno delle monete dei Paesi Bassi.
La seconda serie è stata elaborata da Erwin Olaf e presenta il ritratto del re Willem-Alexander e la scritta WILLEM-ALEXANDER KONING DER NEDERLANDEN. Tutte le monete recano le 12 stelle della bandiera dell'UE e l'anno di conio.
| € 0,01                                      | € 0,02                                      | € 0,05 |
| ------------------------------------------- | ------------------------------------------- | --- |
|                                             |                                             | |
| Ritratto di profilo del re Willem-Alexander |                                             | |
| € 0,10                                      | € 0,20                                      | € 0,50 |
|                                             |                                             | |
| Ritratto di profilo del re Willem-Alexander |                                             | |
| € 1,00                                      | € 2,00                                      | Bordo 2 euro |
|                                             |                                             | |
| Ritratto di profilo del re Willem-Alexander | Ritratto di profilo del re Willem-Alexander | "GOD ZIJ MET ONS" ("Dio sia con noi" in olandese, già usato sul bordo dei vecchi fiorini di taglio maggiore) intervallato da quattro stelle |

## Quantità monete coniate
| Monetazione Regina Beatrice                                                         | Monetazione Regina Beatrice | Monetazione Regina Beatrice | Monetazione Regina Beatrice   | Monetazione Regina Beatrice | Monetazione Regina Beatrice | Monetazione Regina Beatrice | Monetazione Regina Beatrice | Monetazione Regina Beatrice | Monetazione Regina Beatrice | Monetazione Regina Beatrice | Monetazione Regina Beatrice |
|                                                                                     | Divisionali FDC             | Divisionali FS              | Divisionali FDC Commemorative | € 0,01                      | € 0,02                      | € 0,05                      | € 0,10                      | € 0,20                      | € 0,50                      | € 1,00                      | € 2,00                      |
| Totali                                                                              | Totali                      | Totali                      | Totali                        | Totali                      | Totali                      | Totali                      | Totali                      |                             |                             |                             |                             |
| ----------------------------------------------------------------------------------- | --------------------------- | --------------------------- | ----------------------------- | --------------------------- | --------------------------- | --------------------------- | --------------------------- | --------------------------- | --------------------------- | --------------------------- | --------------------------- |
| 1999                                                                                | 65.000                      | 16.500                      | 0                             | 47.800.000                  | 109.000.000                 | 213.000.000                 | 149.700.000                 | 86.500.000                  | 99.600.000                  | 63.500.000                  | 9.900.000                   |
| 2000                                                                                | 68.000                      | 16.500                      | 0                             | 276.800.000                 | 122.000.000                 | 184.200.000                 | 156.700.000                 | 67.500.000                  | 87.000.000                  | 62.800.000                  | 24.400.000                  |
| 2001                                                                                | 65.000                      | 16.500                      | 15.000                        | 179.300.000                 | 145.800.000                 | 205.900.000                 | 193.500.000                 | 97.600.000                  | 94.500.000                  | 67.900.000                  | 140.500.000                 |
| 2002                                                                                | 65.000                      | 15.500                      | 147.002                       | 800.000                     | 53.100.000                  | 900.000                     | 800.000                     | 51.200.000                  | 80.900.000                  | 20.100.000                  | 37.200.000                  |
| 2003                                                                                | 75.000                      | 10.000 2.000                | 157.103                       | 58.100.000                  | 151.200.000                 | 1.400.000                   | 1.200.000                   | 58.200.000                  | 1.200.000                   | 1.400.000                   | 1.200.000                   |
| 2004                                                                                | 50.000                      | 10.000 2.000                | 70.004                        | 113.900.000                 | 115.700.000                 | 400.000                     | 400.000                     | 20.500.000                  | 300.000                     | 300.000                     | 300.000                     |
| 2005                                                                                | 54.000                      | 5.000 1.000                 | 73.505                        | 400.000                     | 400.000                     | 80.400.000                  | 300.000                     | 300.000                     | 300.000                     | 200.000                     | 200.000                     |
| 2006                                                                                | 38.000                      | 3.500 1.500                 | 26.006                        | 200.000                     | 200.000                     | 60.100.000                  | 100.000                     | 100.000                     | 100.000                     | 100.000                     | 100.000                     |
| 2007                                                                                | 38.194                      | 7.500                       | 26.007                        | 200.000                     | 200.000                     | 78.600.000                  | 200.000                     | 200.000                     | 200.000                     | 100.000                     | 100.000                     |
| 2008                                                                                | 34.500                      | 7.597                       | 23.508                        | 413.000                     | 413.000                     | 74.700.000                  | 363.000                     | 363.000                     | 363.000                     | 288.000                     | 288.000                     |
| 2009                                                                                | 35.000                      | 7.500                       | 24.009                        | 254.000                     | 249.000                     | 40.299.000                  | 209.000                     | 209.000                     | 209.000                     | 149.000                     | 149.000                     |
| 2010                                                                                | 25.000                      | 5.000                       | 25.510                        | 235.000                     | 235.000                     | 70.235.000                  | 202.000                     | 202.000                     | 202.000                     | 166.000                     | 166.000                     |
| 2011                                                                                | 25.000                      | 5.000                       | 26.761                        | 300.000                     | 300.000                     | 20.300.000                  | 220.000                     | 200.000                     | 200.000                     | 200.000                     | 200.000                     |
| 2012                                                                                | 25.000                      | 5.000                       | 24.262                        | 400.000                     | 200.000                     | 10.500.000                  | 200.000                     | 200.000                     | 200.000                     | 200.000                     | 3.700.000                   |
| 2013                                                                                | 15.000                      | 5.000                       | 20.263                        | 200.000                     | 200.000                     | 26.200.000                  | 200.000                     | 200.000                     | 200.000                     | 100.000                     | 10.800.000                  |
| Monetazione Re Willem-Alexander                                                     |                             |                             |                               |                             |                             |                             |                             |                             |                             |                             |                             |
|                                                                                     | Divisionali FDC             | Divisionali FS              | Divisionali FDC Commemorative | € 0,01                      | € 0,02                      | € 0,05                      | € 0,10                      | € 0,20                      | € 0,50                      | € 1,00                      | € 2,00                      |
| Totali                                                                              | Divisionali FDC             | Divisionali FS              | Divisionali FDC Commemorative |                             |                             |                             |                             |                             |                             |                             |                             |
| 2014                                                                                | 25.000                      | 5.000                       | 323.014                       | 530.000                     | 530.000                     | 30.000.000                  | 5.000.000                   | 5.000.000                   | 5.000.000                   | 5.000.000                   | 9.000.000                   |
| 2015                                                                                | 17.500                      | 5.000                       | 34.015                        | 400.000                     | 400.000                     | 55.400.000                  | 400.000                     | 400.000                     | 400.000                     | 300.000                     | 300.000                     |
| 2016                                                                                | 15.000                      | 4.000                       | 30.516                        | *                           | *                           | 70.000.000                  | *                           | 30.000.000                  | *                           | *                           | *                           |
| 2017                                                                                | 15.000                      | 4.000                       | 28.017                        | *                           | *                           | 60.000.000                  | 20.000.000                  | *                           | *                           | *                           | *                           |
| 2018                                                                                | 15.000                      | 3.500                       | 27.518                        | *                           | *                           | 60.000.000                  | 12.500.000                  | 20.000.000                  | *                           | *                           | *                           |
| 2019                                                                                | 12.500                      | 3.000                       | 30.269                        | *                           | *                           | 30.000.000                  | 15.000.000                  | *                           | *                           | *                           | *                           |
| 2020                                                                                | 12.500                      | 3.000                       | 28.020                        | *                           | *                           | 10.000.000                  | *                           | *                           | *                           | *                           | *                           |
| 2021                                                                                | 12.500                      | 3.000                       | 28.021                        | *                           | *                           | *                           | *                           | *                           | *                           | *                           | *                           |
| 2022                                                                                | 11.500                      | 3.000                       | 25.522                        | *                           | *                           | 3.000.000                   | 2.000.000                   | 1.000.000                   | *                           | *                           | *                           |
| 2023                                                                                | 11.500                      | 3.000                       | 25.523                        | *                           | *                           | 25.000.000                  | 12.000.000                  | 16.000.000                  | 5.000.000                   | *                           | *                           |
| 2024                                                                                | 11.500                      | 2.500                       | 23.524                        | *                           | *                           | *                           | *                           | *                           | *                           | *                           | *                           |
| 2025                                                                                | 10.000                      |                             |                               | *                           | *                           | *                           | *                           | *                           | *                           | *                           | *                           |
| / = non emessa, ? = finora sconosciuto, * = emessa solo nelle divisionali ufficiali |                             |                             |                               |                             |                             |                             |                             |                             |                             |                             |                             |

## 2 euro commemorativi
Fino al 2010 i Paesi Bassi avevano emesso 2 euro commemorativi solo in occasione delle emissioni comuni di tutti gli Stati dell'Eurozona:
| Immagine | Anno | Tema | Tiratura   | Emissione        | Incisore                      |
| -------- | ---- | --- | ---------- | ---------------- | ----------------------------- |
|          | 2007 | 50º anniversario della firma dei Trattati di Roma (emissione comune)                                    | 6.355.500  | 25 marzo 2007    | Helmut Andexlinger            |
|          | 2009 | 10º anniversario dell'UEM (emissione comune)                                                            | 5.300.000  | 7 gennaio 2009   | Georgios Stamatopoulos        |
|          | 2011 | 500º anniversario della Pubblicazione dell'Elogio della follia di Erasmo da Rotterdam                   | 4.000.000  | 24 gennaio 2011  | Dylan Shields                 |
|          | 2012 | 10º anniversario della circolazione di banconote e monete in euro (emissione comune)                    | 3.500.000  | 13 febbraio 2012 | Helmut Andexlinger            |
|          | 2013 | Abdicazione della regina Beatrice dei Paesi Bassi in favore del figlio Willem-Alexander dei Paesi Bassi | 20.000.000 | 7 febbraio 2013  | Pannos Goutzemisis            |
|          | 2013 | 200º anniversario del Regno dei Paesi Bassi                                                             | 3.500.000  | 25 novembre 2013 | Roosje Klap e Claudia Linders |
|          | 2014 | Re Willem-Alexander e la principessa Beatrice                                                           | 5.000.000  | 22 maggio 2014   | Pannos Goutzemisis            |
|          | 2015 | 30º anniversario della Bandiera europea (emissione comune)                                              | 1.000.000  | 13 ottobre 2015  | Georgios Stamatopoulos        |
|          | 2022 | 35º anniversario dell'istituzione del Progetto Erasmus (emissione comune)                               | 570.000    | 1º luglio 2022   | Joaquin Jimenez               |